# Ronald Lauder
Ronald Steven Lauder (Nova Iorque, 26 de fevereiro de 1944) é um empresário estadunidense. Filho mais novo da maquilhadora Estée Lauder, ele é herdeiro da Estée Lauder Companies. Com uma fortuna estimada em US$ 4.1 bilhões, ele é a 159º pessoa mais rica dos Estados Unidos, segundo a revista Forbes.